# Lancelot de Saint-Maard
Lancelot de Saint-Maard, maréchal de France.
Il suivit Saint Louis en Afrique en 1270 avec cinq chevaliers de sa suite.
Il se distingua à l'attaque du château de Carthage. Il conduisit l'assaut, et, dans la mêlée, le ventail de son heaume ayant été rompu, il eût péri sans le secours d'Humbert de Beaujeu, connétable de France.
On trouve des traces de l'existence du maréchal jusqu'en 1278.